# 清涧街道
清涧街道，是中华人民共和国山西省运城市河津市下辖的一个乡镇级行政单位。

## 行政区划
清涧街道下辖以下地区：
清涧四村、清涧一村、清涧二村、清涧三村、范家庄村、西庄村、康家庄村、任家庄村、天成堡村、何家庄村、杜家沟村、龙门村、侯家庄村和张家庄村。